# 쓰키야마역
쓰키야마역(일본어: 築山駅)은 일본 나라현 야마토타카다시에 위치한 긴키 닛폰 철도 오사카 선의 철도역이다. 역 번호는 D 24이며, 상대식 승강장 2면 2선의 구조를 갖춘 지상역이다.

## 타는 곳
| 1 | D 오사카 선 | 하행 | 야마토타카다 · 야마토야기 · 하이바라 · 이세시마 · 나고야 방면                             |
| 2 | D 오사카 선 | 상행 | 가와치코쿠부 · 후세 · 오사카우에혼마치 방면 · 오사카난바 · 아마가사키 · 고베산노미야 방면 |

## 이용 현황
- 2005년 11월 8일 : 3,438
- 2008년 11월 18일 : 3,141
- 2010년 11월 9일 : 2,865
- 2012년 11월 13일 : 2,885
- 2015년 11월 10일 : 2,910

## 역 주변
- 쓰키야마 고분
- 오타니야마 자연 공원
- 다카다 강

## 인접 역
| 긴키 닛폰 철도 오사카 선         | 긴키 닛폰 철도 오사카 선 | 긴키 닛폰 철도 오사카 선           |
| -------------------------------- | ------------------------ | ---------------------------------- |
| D23 고이도 오사카우에혼마치 방면 | D 오사카 선              | 야마토타카다 D25 이세나카가와 방면 |